# Коротков, Василий Иванович
Василий Иванович Коротков (9 мая 1918 года, село Коровка, Рязанская губерния — 31 декабря 1985 года, Москва) — участник Великой Отечественной войны, командир расчёта 76-мм пушки, гвардии сержант, полный кавалер ордена Славы.

## Детство и юность
Родился в селе Коровка, где начал учиться в школе. После окончания пяти классов работал учеником слесаря-водопроводчика в домоуправлении, затем — слесарем на московском заводе «Красный богатырь».

## Военная служба. Великая Отечественная война
В 1938 году был призван в Красную Армию. Службу проходил в строительном батальоне трактористом в городе Иман (ныне — Дальнереченск Приморского края). С началом Великой Отечественной войны неоднократно писал рапорты о направлении на фронт, но получал отказ.
В действующей армии с января 1943 года. Весь боевой путь прошёл в составе 89-го стрелкового полка 23-й стрелковой дивизии заряжающим, наводчиком, командиром 76-мм орудия.
Боевое крещение получил осенью 1943 года в боях за освобождение Гомельской области Белоруссии. Отличился под городом Туров летом 1944 года. Заменив раненого наводчика, прямой наводкой уничтожил 3 огневые точки противника. Награждён медалью «За отвагу». Член ВКП (б) с 1944 года.
28 августа 1944 года в бою за город Кобрин (Брестская область Белоруссии) ефрейтор Коротков вместе с расчётом уничтожил 2 дзота, 6 пулемётных точек и группу вражеских солдат, чем способствовал выполнению боевой задачи стрелковым подразделением.
Приказом от 17 октября 1944 года ефрейтор Коротков Василий Иванович награждён орденом Славы 3-й степени (№ 344814).
После освобождения города Бреста дивизия была выведена из боёв и доукомплектована. После короткого отдыха дивизию перебросили в Латвию, где её подразделения приняли участие в Рижской наступательной операции в составе 3-го Прибалтийского фронта. В октябре 1944 года дивизия участвовала в освобождении населённых пунктов Куршенай, Мажейкяй, Вайнёде в составе 4-й ударной армии 1-го Прибалтийского фронта. Вскоре дивизию вновь перевели в состав 1-го Белорусского фронта, который вёл военные действия на территории Польши.
14 января 1945 года, при прорыве обороны противника в районе населённого пункта Остроленка (южнее города Варшава, Польша) ефрейтор Коротков в составе расчёта уничтожил 4 огневые точки и группу гитлеровцев.
Приказом от 27 марта 1945 года ефрейтор Коротков Василий Иванович награждён орденом Славы 2-й степени (№ 29129).
После форсирования реки Одер командир 76-мм пушки Коротков участвовал в боях за город Берлин. 24 апреля сержант Коротков с расчётом находился в боевых порядках пехоты. Артиллеристы уничтожили 5 пулемётных точек, пушку и нанесли значительный урон живой силе противника.
Указом Президиума Верховного Совета СССР от 15 мая 1946 года за исключительное мужество, отвагу и бесстрашие, проявленные в боях с гитлеровскими захватчиками, гвардии сержант Коротков Василий Иванович награждён орденом Славы 1-й степени (№ 637). Стал полным кавалером ордена Славы.

## После войны
В 1946 году был демобилизован. Вернулся в Москву. Работал старшим диспетчером управления автотранспорта Министерства среднего машиностроения. Был женат на Щербаковой Марии Серафимовне, от брака двое детей: Галина (1947 года рождения, 31 мая) и Владимир (1949 года рождения, 5 января). Владимир скончался 12 февраля 2020 г. Судьба Галины неизвестна, поскольку выйдя замуж в Москве, уехала на постоянное место жительство в Израиль вместе с двумя детьми и с матерью, Марией Серафимовной, в 1991 году.

Могила Короткова ВИ

Скончался 31 декабря 1985 года.
Похоронен в Москве на Кунцевском кладбище (участок 10).

## Награды
- Орден Славы трёх степеней
- Орден Отечественной войны 1-й степени (06.04.1985)
- Медаль «За отвагу» (08.05.1945)
- Медали